# Collogenes
Collogenes is een geslacht van vlinders van de familie bladrollers (Tortricidae), uit de onderfamilie Olethreutinae.

## Soorten
- C. percnophylla Meyrick, 1931
- C. pseusta Diakonoff, 1959